# Salah Massoud
Salah Massoud (* 15. März 1996 in Hamburg) ist ein deutscher Schauspieler.

## Leben
Salah Massoud wuchs als Sohn libanesischer Eltern in Hamburg auf und legte dort 2015 sein Abitur ab. Im Sommer 2014 stand er das erste Mal für die ZDF-Familien-Serie Sibel & Max als Yunus Aydin vor der Kamera. Salah Massoud lebt in Hamburg.

## Filmografie (Auswahl)
- 2014: SOKO Köln (Fernsehserie; Regie: Ulrike Hamacher)
- 2015–2016: Sibel & Max (Fernsehserie)
- 2017: Bibi & Tina: Tohuwabohu Total
- 2023: Letzte Spur Berlin (Fernsehserie)